# Ted Chiang
Ted Chiang, född 1967, amerikansk författare som skriver science fiction-noveller. Han skriver idébetonade noveller, till exempel handlar "Hell is the Absence of God" om en värld där framträdanden av änglar är ett vanligt naturfenomen som inte är konstigare än till exempel åskväder eller jordbävningar.
Ted Chiang debuterade med novellen "Tower of Babylon" 1990. I januari 2009 har han publicerat tio noveller och inga romaner. För fyra av dessa noveller har han belönats med Nebulapriset och för tre med Hugopriset.
Hans noveller finns översatta till svenska.

### Novellsamlingar
- Berättelser om ditt liv (2021) (Stories of Your Life and Others (2002))
- Utandning (2021) (Exhalation: Stories (2019))

### Noveller
- Tower of Babylon (1990) (Nebulapristagare i novellklassen 1991)
- Division by Zero (1991)
- Understand (1991), på svenska som Förstå i Nova science fiction 2007
- Story of Your Life (1998) (Nebulapristagare i novellklassen och vinnare av Theodore Sturgeon Memorial Award), på svenska som Berättelsen om ditt liv i Nova science fiction 2005
- The Evolution of Human Science (också publicerad som Catching Crumbs from the Table) (2000)
- Seventy-Two Letters (2000) (vinnare av Sidewise Award)
- Hell Is the Absence of God (2001) (Vinnare av Hugopriset och Nebulapriset, båda i långnovellklassen)
- Liking What You See: A Documentary (2002)
- What's Expected Of Us (2006)
- The Merchant and the Alchemist's Gate (2007), på svenska som "Köpmannen och alkemistens port" i Enhörningen 2013 (Vinnare av Hugopriset och Nebulapriset, båda i långnovellklassen)
- Exhalation (2008) (Hugopristagare i novellklassen och vinnare Locus Award och BSFA)